# Baselworld
47.563546°N 7.600148°E

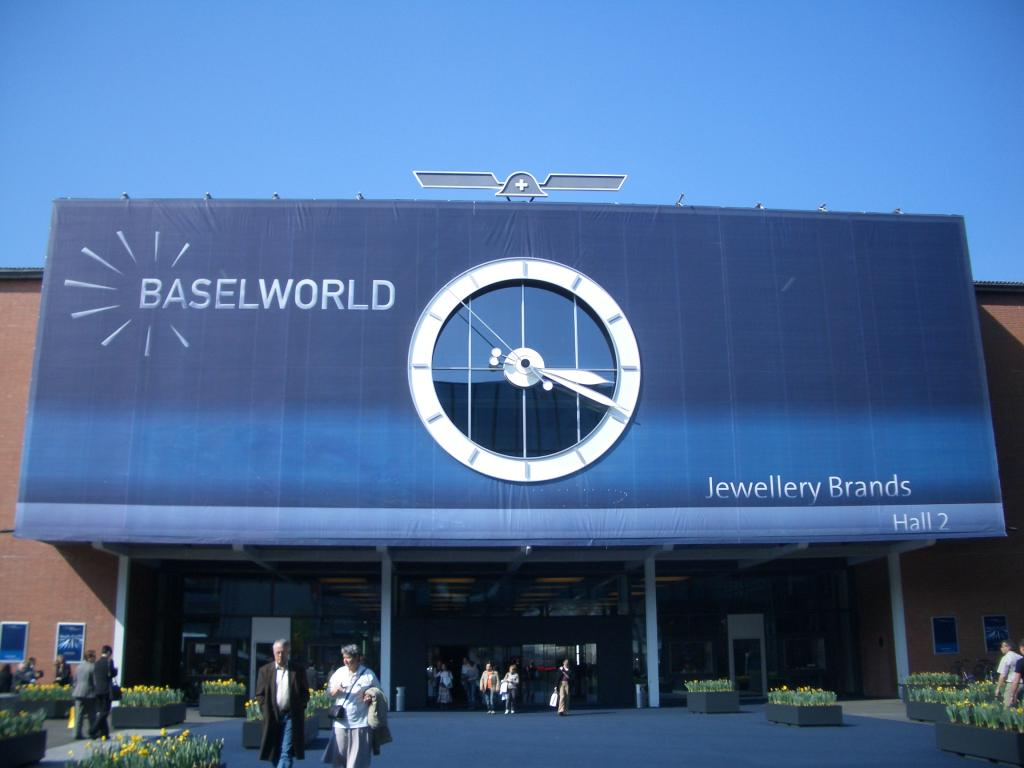
Ingresso alla Hall 2 dsel Baselworld 2005

Baselworld è una fiera dedicate all'orologeria e gioielleria.
Si tiene con cadenza annuale ogni primavera nella città di Basilea, in Svizzera.